# Долина (Тржич)
Долина (словен. Dolina) је насељено место у општини Тржич, Горењска регија, Словенија.

## Историја
До територијалне реорганизације у Словенији била је у саставу старе општине Тржич.

## Становништво
У попису становништва из 2011. године, Долина је имала 66 становника.
| Број становника према пописима | Број становника према пописима | Број становника према пописима |
| ------------------------------ | ------------------------------ | ------------------------------ |
| 1991                           | 2002                           | 2011                           |
| 84                             | 70                             | 66                             |

## Галерија
- мост
- капела
- пејзаж
- планина Иловица у ланцу Караванки